# Caltech Peak
Caltech Peak je hora na jihovýchodě pohoří Sierra Nevada, v Tulare County, v Kalifornii. Nachází se v okolí nejvyšší hory Sierry Nevady Mount Whitney. Caltech Peak náleží s nadmořskou výškou 4 216 metrů mezi třicítku nejvyšších hor Kalifornie. 
Leží na severovýchodní hranici Národního parku Sequoia, 1,6 kilometru jihozápadně od průsmyku Forester Pass. V nejbližším okolí se nachází 1,7 kilometrů severozápadně Mount Stanford a 4,4 kilometrů severovýchodně Mount Keith. Druhá nejvyšší hora Sierry Mount Williamson leží 8 kilometrů jihovýchodně. Vrchol Caltech Peak se zvedá 1,3 kilometru západně nad pěší turistickou John Muir Trail, respektive Pacific Crest Trail.
Caltech Peak je pojmenovaný podle Kalifornského technologického institutu.